# Janské Lázně
Janské Lázně (en allemand : Johannisbad) est une petite ville, une station thermale et une station de sports d'hiver (Černá Hora) du district de Trutnov, dans la région de Hradec Králové, en Tchéquie. Sa population s'élevait à 690 habitants en 2020.

## Géographie
Janské Lázně se trouve dans les monts des Géants, qui constituent une partie du massif des Sudètes. La commune est dominée par le Černá hora (1 298 m), dont les pentes permettent la pratique du ski en hiver entre 580 et 1 260 m d'altitude.
Janské Lázně à 12 km au nord-ouest de Trutnov, à 47 km au nord de Hradec Králové et à 114 km au nord-est de Prague.
La commune est limitée par Pec pod Sněžkou au nord, par Svoboda nad Úpou à l'est, par Mladé Buky et Rudnik au sud, et par Černý Důl à l'ouest.

## Histoire

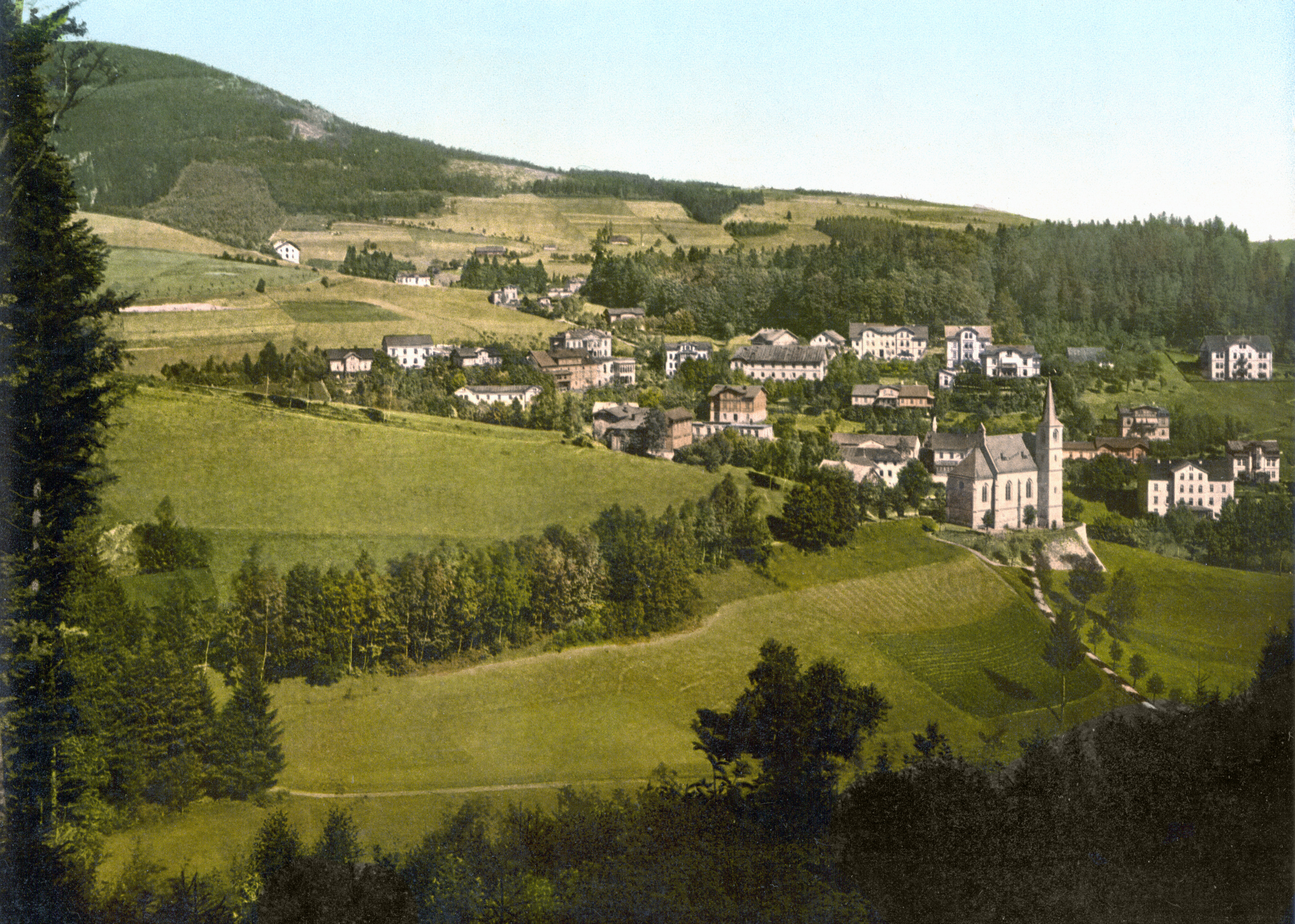
Johannisblad vers 1900.

La source thermale locale a été utilisée dès le XVe siècle. Dans les années 1675-1680, un village a été fondé sur l'ordre de Jean-Adolphe de Schwarzenberg. En 1881, le village a été élevé au statut de ville.

## Tourisme
La ville est tournée sur le tourisme thermal et les sports d'hiver, notamment le ski de fond. Janské Lázně a accueilli la deuxième édition des Championnats du monde de ski nordique en 1925. Les Olympiades ouvrières d'hiver y furent organisées en février 1937.